# Вудард, Элфри
Э́лфри Ву́дард (англ. Alfre Woodard; род. 8 ноября 1952, Талса) — американская актриса, продюсер и общественная деятельница. За свою карьеру Вудард получила четыре премии «Эмми», три премии Гильдии киноактёров США, «Золотой глобус», а также была номинирована на «Оскар» в 1984 и «Грэмми» в 2010 году. Имея восемнадцать номинаций и четыре победы, Вудард принадлежит абсолютный рекорд среди афроамериканских актёров по количеству наград и номинаций на премию «Эмми».

## Ранняя жизнь
Элфри Этте Вудард родилась и выросла в Талсе, штат Оклахома, в семье домохозяйки и дизайнера интерьеров. После окончания средней католической школы она поступила в Бостонский университет, где изучала драматическое искусство. В 1974 году она окончила университет со степенью бакалавра искусств и начала выступать на театральной сцене в Вашингтоне, а в 1977 году переехала в Лос-Анджелес, где состоялся её большой прорыв в карьере благодаря главной роли в офф-Бродвейской пьесе «Для цветных девочек, которые подумали о самоубийстве, когда взошла радуга».

## Карьера
Элфри Вудард часто называют одной из наиболее опытных и талантливых афроамериканских актрис своего поколения. За свою карьеру, охватывающую более трех десятилетий, Вудард снялась в почти ста фильмах и телевизионных шоу, и в первую очередь добилась критического успеха в драматических ролях.

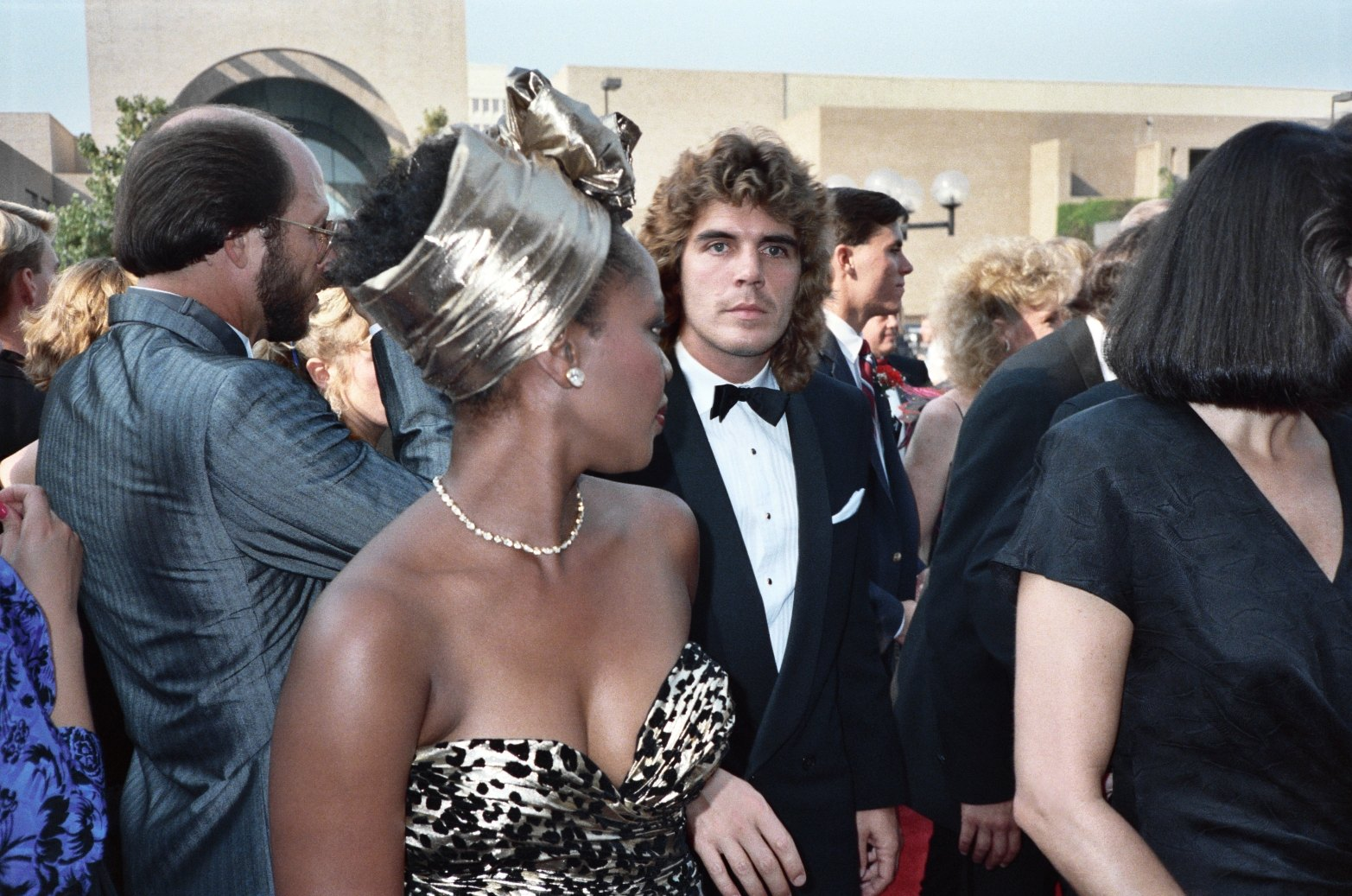
Элфри Вудард с мужем Родериком Спенсером в 1987 году на церемонии «Эмми»

В 1978 году, после успеха постановки «Для цветных девочек…», Вудард дебютировала на экране в телеверсии пьесы «Испытания Моук» канала PBS, а позже появилась в кинофильме «Запомни мое имя» с Джеральдин Чаплин. В последующие несколько лет она в основном была заметна благодаря ролям в фильме Роберта Альтмана «Здоровый образ жизни» (1980) и недолго просуществовавшем телесериале «Ведьма Такер» (1982—1983) с Кэтрин Хикс. В 1983 году за свою роль экономки Чичи в фильме «Кросс-Крик» Элфри Вудард получила хорошие отзывы от критиков и номинацию на премию «Оскар» за лучшую женскую роль второго плана. Хотя она не выиграла «Оскар», в том же году она получила премию «Эмми» за лучшую женскую роль второго плана в драматическом телесериале за исполнение роли скорбящей матери застреленного ребёнка в телесериале «Блюз Хилл-стрит». В 1985 году она снялась в комедийном сериале «Сара», который был закрыт после одного короткого сезона, а после была приглашена на роль в медицинской драме канала NBC «Сент-Элсвер». Хотя Вудард покинула сериал после одного сезона, их экранный дуэт с Дензелом Вашингтоном был высоко оценен критиками, а актриса за свою роль получила номинацию на премию «Эмми» за лучшую женскую роль в драматическом телесериале. В 1988 году она кратко вернулась в сериал и получила ещё одну номинацию на «Эмми».
Вудард снялась вместе с Фэррой Фоссет в триллере «Крайности», но основного успеха во второй половине восьмидесятых добилась на телевидении, исполняя главные роли в различных телефильмах. В тот период она трижды номинировалась на премию «Эмми» за лучшую женскую роль в мини-сериале или фильме за роли в фильмах «Слова от сердца» (1985), «Неестественные причины» (1986) и «Материнская отвага: История Мэри Томас» (1989). В 1987 году она выиграла свою вторую «Эмми» в категории «Лучшая приглашённая актриса в драматическом телесериале» за свою роль жертвы изнасилования в пилотном эпизоде сериала «Закон Лос-Анджелеса» и тогда же сыграла роль Винни Мандела в фильме HBO «Мандела», которая принесла ей премии NAACP и CableACE.

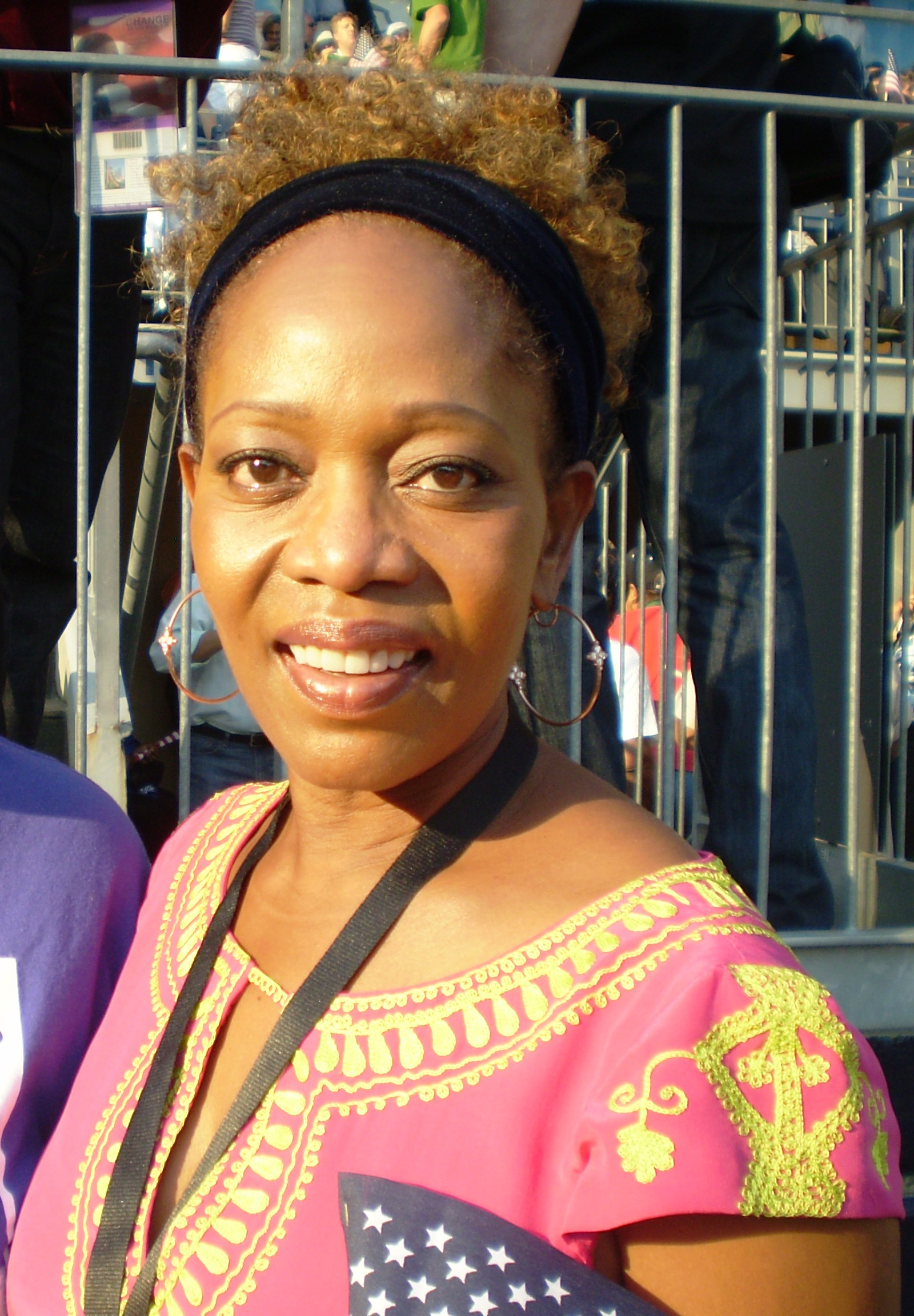
Элфри Вудард в 2008 году

После ролей второго плана в кинокомедиях «Новая рождественская сказка» (1988) и «Мисс Фейерверк» (1989) карьера Элфри Вудард на большом экране наконец начала идти в гору. В 1991 году она вместе с Дэнни Гловером снялась в фильме «Большой каньон», который выиграл премию Берлинского кинофестиваля, а также имел успех в прокате. Её наибольшим успехом у киножурналистов стала роль медсестры с личными тайнами, которая устраивается сиделкой к бывшей звезде, а ныне инвалиду, в кинофильме 1992 года «Рыба страсти». Один из критиков описал перевоплощение актрисы «незабываемым, спокойным и одновременно сладкострастным». За свою роль она выиграла «Независимый дух» и получила свою первую в карьере номинацию на «Золотой глобус», а также была одной из основных претенденток на «Оскар». После она продолжила карьеру в кино снимаясь в фильмах «Сердце и души» (1993), «Бофа!» (1993), «Азартная игра», «Лоскутное одеяло» (1995), «Звёздный путь: Первый контакт» (1996), «Первобытный страх» (1996) и ряде других. В 1994 году Элфри Вудард сыграла главную роль жены джазового музыканта в полу-автобиографическом кинофильме Спайка Ли «Круклин», который был хорошо принят критиками, но не имел большого успеха в прокате. Тогда же она вернулась на телевидение и получила ещё две номинации на «Эмми» за роли в телефильмах «Уроки фортепиано» (1995) и «Путешествия Гулливера» (1996). В 1994 году она была названа одной из самых красивых людей по версии журнала People.
В 1997 году Элфри Вудард сыграла одну из своих самых ярких ролей на экране — медсестру Юнис Эверс, которая ухаживает за жертвами исследований сифилиса в Таскиги в фильме HBO «Дети Мисс Эверс». За исполнение роли Вудард выиграла ряд наград, в том числе «Эмми», «Золотой глобус», «Спутник» и премию Гильдии киноактёров США. В следующем году она получила хорошие отзывы от критиков за исполнение роли страдающей от наркозависимости и аутизма матери-одиночки в фильме «Возвращение к истокам», за игру которой она получила ещё одну номинацию на «Независимый дух» и ещё несколько наград различных обществ критиков. После она снялась в фильмах «Забавный Валентин», «Доктор Мамфорд», «Что готовим», «Любовь и баскетбол» и озвучила мультфильм «Динозавр», а в 2001 году получила очередную номинацию на «Золотой глобус» за роль наркоманки в картине «Праздник сердца».
В начале двухтысячных Вудард продолжала регулярно сниматься на большом экране в таких фильмах как «Планета Ка-Пэкс» (2001), «Земное ядро: Бросок в преисподнюю» (2003), «Радио» (2003) и «Забытое» (2004). В 2003 году она выиграла свою четвертую «Эмми» за роль в сериале «Практика». Вскоре после этого она спустя два десятилетия решила вернуться на театральную сцену с главной ролью в бродвейской пьесе Реджины Тейлор Drowning Crow, основанной на «Чайке» Антона Чехова, которая стартовала в январе 2004 года и получила, в основном, негативные отзывы от критиков.

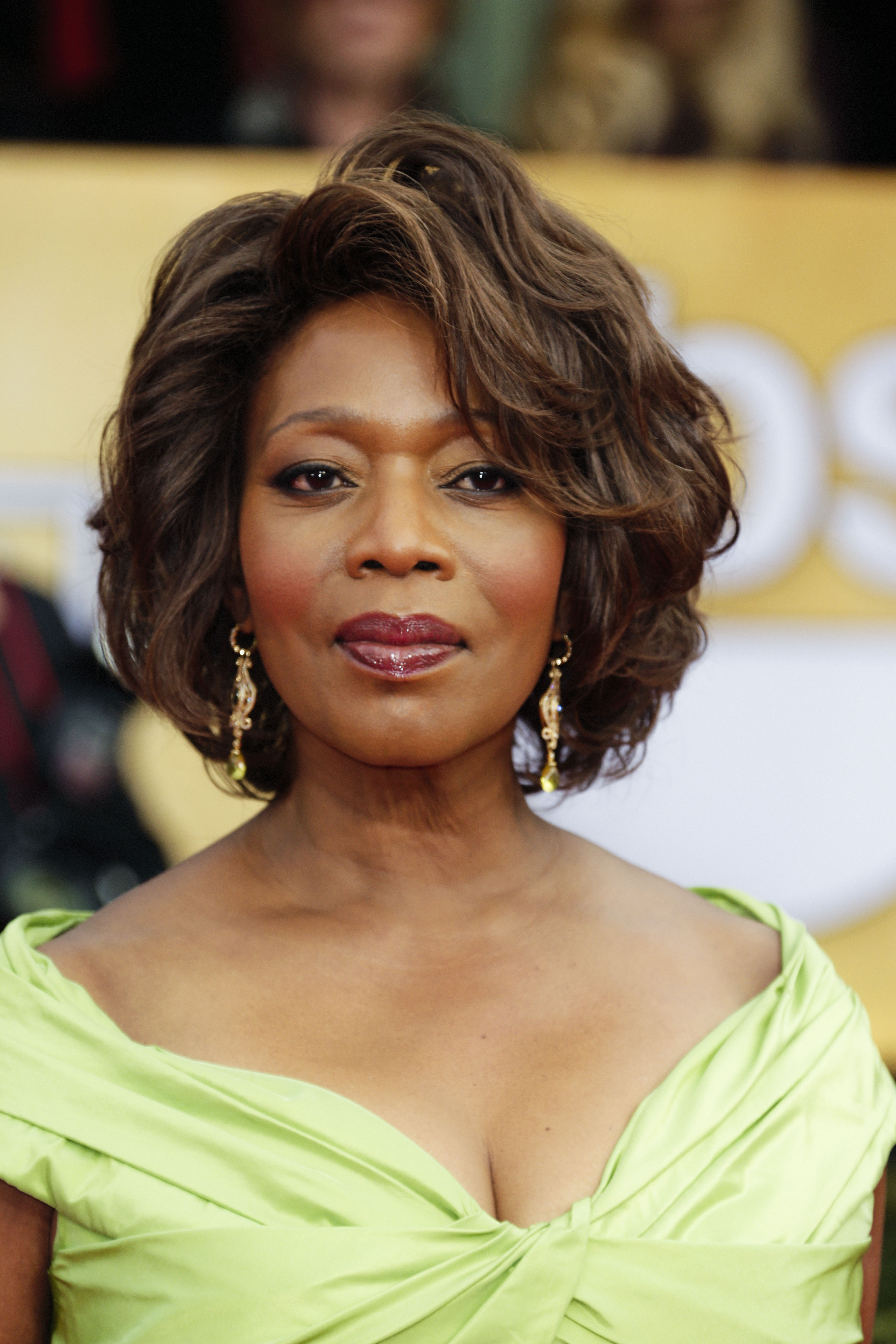
Вудард на Премии Гильдии киноактёров в 2013 году

В 2005 году, спустя два десятилетия, Вудард вернулась на телевидение с первой регулярной ролью со времен «Сент-Элсвера». Она присоединилась к актёрскому ансамблю комедийного сериала канала ABC «Отчаянные домохозяйки» в роли Бетти Эпплвайет — новой соседки, таинственной одинокой матери с секретом в подвале. Она появилась в сериале с финала первого сезона. Персонаж изначально создавался под белую женщину, но в итоге создатель сериала Марк Черри предложил актрисе сыграть Бетти. Вудард в интервью говорила, что не видела сериал прежде чем согласится на роль и решила взять её после того, как продюсеры отправили ей первые пятнадцать эпизодов, посмотрев которые актрисе сразу понравилось шоу. Участие в сериале привлекло значительный интерес к актрисе в прессе, в особенности из-за того, что она стала фактически первой темнокожей актрисой в ведущей роли на национальном телевидении за последние годы. Она получила высокие оценки от критиков за свою игру и номинацию на «Эмми» за лучшую женскую роль второго плана в комедийном телесериале, а также была отмечена премией Гильдии актёров США за лучший актёрский состав в комедийном сериале, однако развитие сюжетной линии её персонажа вызвало смешанную реакцию, в основном из-за её слабого взаимодействия с четверкой других главных героинь. Вудард ушла из сериала в финале второго сезона и в 2006 году появилась в кинофильмах «Что-то новенькое» и «Держи ритм».
Вудард номинировалась на «Эмми» за свои роли в телефильмах «Далекая вода» (2006) и «Картинки Холлис Вудс» (2007). В 2008 году она сыграла главную роль в имевшем успех в прокате кинофильме Тайлера Перри «Семья охотников», а в том же году вернулась на телевидение в образе жесткого босса Кристиана Слейтера в сериале «Мой личный враг», который был закрыт после одного сезона. В следующем году она предприняла ещё одну попытку регулярной работы на телевидение, снявшись в медицинской драме «Три реки», также закрытой после одного сезона. В 2010 году Вудард номинировалась на премию «Грэмми» в категории за лучший разговорный альбом за Nelson Mandela’s Favorite African Folktales. В 2010—2011 годах она снялась в ещё одном проходном сериале «Мемфис Бит». Один критик отметил, что хоть Джейсон Ли и играет главную роль в сериале, но Элфри Вудард затмевает его в сценах, где она появляется. Параллельно с этим сериалом, Вудард была приглашенной звездой в шоу HBO «Настоящая кровь», где сыграла душевнобольную мать-христианку торговца наркотиками и гея-проститута, за что получила похвалу от критиков и получила семнадцатую по счёту номинацию на «Эмми».

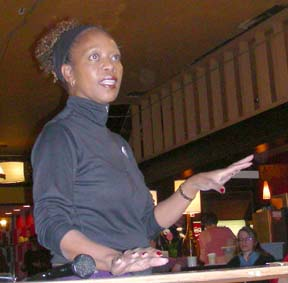
Вудард в 2008 году на мероприятии в рамках предвыборной кампании Барака Обамы

Летом 2012 года Вудард снялась в одной из ролей в историческом кинофильме «12 лет рабства». Также Шонда Раймс пригласила актрису в свои сериалы «Анатомия страсти» и «Частная практика» в 2011 и 2012 годах соответственно. В 2012 году она снялась в телефильме «Стальные магнолии», ремейке одноимённого фильма 1989 года. В проекте она сыграла Уизер, в оригинальном фильме исполненную Ширли Маклейн, за что в очередной раз получила похвалу за свою универсальную игру. Она в очередной раз номинировалась на «Эмми» и премию Гильдии киноактёров США. Благодаря этому, Вудард принадлежит абсолютный рекорд премии по количеству номинаций за разные роли. Вудард в общей сложности выигрывала и номинировалась на «Эмми» в шести из восьми женских категориях, что делает её наиболее отмечаемой актрисой за разные образы в истории награды. В 2014 году Вудард была приглашена на роль первой женщины-президента Соединённых Штатов Констанс Пэйтон в сериал «Положение дел», который выйдет на NBC в сезоне 2014—2015 годов.
В 2016 году исполнила роль Мириам Шарп в фильме «Первый мститель: Противостояние».

## Личная жизнь
Вудард является членом демократической партии США и принимает активное участие в её деятельности. В феврале 2008 года она участвовала в предвыборной агитации за Барака Обаму в штате Огайо. В ноябре 2012 года она вновь агитировала за Обаму в Лонгмонте, штат Колорадо в рамках предвыборной кампании. Элфри Вудард проживает в Санта-Монике с мужем Родериком Спенсером, за которого вышла замуж в 1983 году, и двумя детьми.

## Избранная фильмография
| Год        | Название на русском                          | Название на английском                    | Роль                          | Примечания                                    |
| ---------- | -------------------------------------------- | ----------------------------------------- | ----------------------------- | --------------------------------------------- |
| 1978       |                                              | Remember My Name                          | Rita                          |                                               |
| 1979       |                                              | Freedom Road                              | Katie                         |                                               |
| 1980       | Здоровый образ жизни                         | HealtH                                    | Sally Benbow                  |                                               |
| 1981       |                                              | The Sophisticated Gents                   | Evelyn Evers                  |                                               |
| 1982       |                                              | The Ambush Murders                        | Kariha Ellsworth              |                                               |
| 1982—1983  |                                              | Tucker’s Witch                            | Marcia Fulbright              | 12 эпизодов                                   |
| 1983       | Кросс-Крик                                   | Cross Creek                               | Geechee                       |                                               |
| 1983       | Блюз Хилл-стрит                              | Hill Street Blues                         | Doris Robson                  | 3 эпизода                                     |
| 1984       | Сладкая месть                                | Sweet Revenge                             | Vicki Teague                  |                                               |
| 1985       |                                              | Sara                                      | Rozalyn Dupree                | 13 эпизодов                                   |
| 1985, 1988 | Сент-Элсвер                                  | St. Elsewhere                             | Dr. Roxanne Turner            | 13 эпизодов                                   |
| 1985       | Слова от сердца                              | Words by Heart                            | Claudie Sills                 |                                               |
| 1986       | Крайности                                    | Extremities                               | Patricia                      |                                               |
| 1986       | Неестественные причины                       | Unnatural Causes                          | Maude DeVictor                |                                               |
| 1987       | Закон Лос-Анджелеса                          | L.A. Law                                  | Adrianne Moore                | Эпизод: «Pilot»                               |
| 1987       | Мандела                                      | Mandela                                   | Winnie Mandela                |                                               |
| 1987       |                                              | The Life Saver                            | Andrea Crawford               |                                               |
| 1988       | Новая рождественская сказка                  | Scrooged                                  | Grace Cooley                  |                                               |
| 1989       | Мисс Фейерверк                               | Miss Firecracker                          | Popeye Jackson                |                                               |
| 1989       | Материнская отвага: История Мэри Томас       | A Mother’s Courage: The Mary Thomas Story | Mary Thomas                   |                                               |
| 1990       |                                              | Blue Bayou                                | Jessica Filley                |                                               |
| 1991       | Большой каньон                               | Grand Canyon                              | Jane                          |                                               |
| 1991       |                                              | Pretty Hattie’s Baby                      | Hattie                        | не был выпущен                                |
| 1992       | Рыба страсти                                 | Passion Fish                              | Chantelle                     |                                               |
| 1992       | Пистолет в сумочке Бетти Лу                  | The Gun in Betty Lou’s Handbag            | Attorney Ann Orkin            |                                               |
| 1993       | Богатство в любви                            | Rich in Love                              | Rhody Poole                   |                                               |
| 1993       | Сердце и души                                | Heart and Souls                           | Penny Washington              |                                               |
| 1993       | Бофа!                                        | Bopha!                                    | Rosie Mangena                 |                                               |
| 1994       | Азартная игра                                | Blue Chips                                | Lavada McRae                  |                                               |
| 1994       | Круклин                                      | Crooklyn                                  | Carolyn Carmichael            |                                               |
| 1994       | Фрейзер                                      | Frasier                                   | камео                         | Эпизод: «The Botched Language of Cranes»      |
| 1995       | Лоскутное одеяло                             | How to Make an American Quilt             | Marianna                      |                                               |
| 1995       | Уроки фортепиано                             | The Piano Lesson                          | Berniece                      |                                               |
| 1996       | Звёздный путь: Первый контакт                | Star Trek: First Contact                  | Lily Sloane                   |                                               |
| 1996       | Путешествия Гулливера                        | Gulliver’s Travels                        | Queen of Brobdingnag          |                                               |
| 1996       | Первобытный страх                            | Primal Fear                               | Judge Miriam Shoat            |                                               |
| 1996       | Проводи меня домой                           | Follow Me Home                            | Evey                          |                                               |
| 1996       | Шаг в будущее                                | A Step Toward Tomorrow                    | Dr. Sandlin                   |                                               |
| 1997       | На свадьбе                                   | The Member of the Wedding                 | Berenice Sadie Brown          |                                               |
| 1997       | Дети мисс Эверс                              | Miss Evers' Boys                          | Eunice Evers                  |                                               |
| 1998       | Возвращение к истокам                        | Down in the Delta                         | Loretta Sinclair              |                                               |
| 1998       | Убойный отдел                                | Homicide: Life on the Street              | Dr. Roxanne Turner            | Эпизод: «Mercy»                               |
| 1999       | Смешные валентинки                           | Funny Valentines                          | Joyce May                     |                                               |
| 1999       | Дерево желания                               | The Wishing Tree                          | Clara Collier                 |                                               |
| 1999       | Доктор Мамфорд                               | Mumford                                   | Lily                          |                                               |
| 2000       | Что готовим?                                 | What’s Cooking?                           | Audrey Williams               |                                               |
| 2000       | Праздник сердца                              | Holiday Heart                             | Wanda                         |                                               |
| 2000       | Любовь и баскетбол                           | Love & Basketball                         | Camille Wright                |                                               |
| 2000       | Динозавр                                     | Dinosaur                                  | Plio                          | озвучивание                                   |
| 2001       | Планета Ка-Пэкс                              | K-PAX                                     | Claudia Villars               |                                               |
| 2002       | В поисках Дебры Уингер                       | Searching for Debra Winger                | в роли себя                   |                                               |
| 2002       | Дикая семейка Торнберри: Происхождение Донни | The Wild Thornberrys Movie                | Akela                         | озвучивание                                   |
| 2003       | Поющий детектив                              | The Singing Detective                     | Chief of Staff                | Поющий детектив                               |
| 2003       | Земное ядро: Бросок в преисподнюю            | The Core                                  | Talma Stickley                |                                               |
| 2003       | Радио                                        | Radio                                     | Principal Daniels             |                                               |
| 2003       | Скачок во времени                            | A Wrinkle in Time                         | Mrs. Whatsit                  |                                               |
| 2003       | Практика                                     | The Practice                              | Denise Freeman                | Эпизоды: «Final Judgement» и «Down the Hatch» |
| 2004       | Забытое                                      | The Forgotten'                            | Detective Anne Pope           |                                               |
| 2005       | Салон красоты                                | Beauty Shop                               | Miss Josephine                |                                               |
| 2005—2006  | Отчаянные домохозяйки                        | Desperate Housewives                      | Бетти Эпплуайт                | 19 эпизодов                                   |
| 2006       | Что-то новенькое                             | Something New                             | Joyce McQueen                 |                                               |
| 2006       | Держи ритм                                   | Take the Lead                             | Principal Augustine James     |                                               |
| 2007       | Картинки Холлис Вудс                         | Pictures of Hollis Woods                  | Edna Reilly                   |                                               |
| 2008       | Американская Фиалка                          | American Violet                           | Alma Roberts                  |                                               |
| 2008       | Семья охотников                              | The Family That Preys                     | Элис Пратт                    |                                               |
| 2008       | Американский восток                          | AmericanEast                              | Angela Jensen                 |                                               |
| 2008       | Мой личный враг                              | My Own Worst Enemy                        | Mavis Heller                  | 9 эпизодов                                    |
| 2009—2010  | Три реки                                     | Three Rivers                              | Dr. Sophia Jordan             | 12 эпизодов                                   |
| 2009       | Доберись до меня                             | Reach for Me                              | Evelyn                        |                                               |
| 2010—2011  | Мемфис Бит                                   | Memphis Beat                              | Lt. Tanya Rice                | 20 эпизодов                                   |
| 2010—2012  | Настоящая кровь                              | True Blood                                | Руби Джин Рейнольдс           | 5 эпизодов                                    |
| 2011       | Анатомия страсти                             | Grey’s Anatomy                            | Justine Campbell              | Эпизод: «Heart Shaped Box»                    |
| 2012       | Стальные магнолии                            | Steel Magnolias                           | Ouiser                        |                                               |
| 2013       | Легавый                                      | Copper                                    | Хэтти Лемастер                | 6 эпизодов                                    |
| 2013       | 12 лет рабства                               | 12 Years a Slave                          | Гарриет Шоу                   |                                               |
| 2014       | Проклятие Аннабель                           | Annabelle                                 | Эвелин                        |                                               |
| 2014—2015  | Положение дел                                | State of Affairs                          | Президент США Констанс Пэйтон | 13 эпизодов                                   |
| 2015       | Прогулка по Миссисипи                        | Mississippi Grind                         |                               |                                               |
| 2015       |                                              | Knucklehead                               | Шейла                         |                                               |
| 2016       | Первый мститель: Противостояние              | Captain America: Civil War                | Мириам Шарп                   |                                               |
| 2016       | Да будет так                                 | So B. It                                  | Бернадетт                     |                                               |
| 2016—2018  | Люк Кейдж                                    | Luke Cage                                 | Мэрайя Диллард                |                                               |
| 2017       | Горящие пески                                | Burning Sands                             | профессор Хьюз                |                                               |
| 2017—2018  | Лемони Сникет: 33 несчастья                  | A Series of Unfortunate Events            | Джозефина Ануисл              | 3 эпизода                                     |
| 2018       | Святая Джуди                                 | Saint Judy                                | судья Бентон                  |                                               |
| 2019       | Помилование                                  | Clemency                                  | Бернадин Уильямс              |                                               |
| 2019       | Хуанита                                      | Juanita                                   | Хуанита                       |                                               |
| 2019       | Король Лев                                   | The Lion King                             | Сараби                        | озвучивание                                   |
| 2019—2021  | Видеть                                       | See                                       | Пэрис                         | 16 эпизодов                                   |
| 2021       | Отцовство                                    | Fatherhood                                | Марион                        |                                               |
| 2022       | Серый человек                                | The Gray Man                              | Маргарет Кэхилл               |                                               |
| 2022       | Два билета на Марс                           | Space Oddity                              | доктор Сью Олсен              |                                               |
| 2023       | Книга Кларенса                               | The Book of Clarence                      | Дева Мария                    |                                               |
| 2024       | Летний лагерь                                | Summer Camp                               | Мэри                          |                                               |
| 2024       | Жребий                                       | Salem’s Lot                               | доктор Коуди                  |                                               |

## Награды и номинации
| Год  | Награда                                             | Категория                                              | Проект                                      | Результат    |
| ---- | --------------------------------------------------- | ------------------------------------------------------ | ------------------------------------------- | ------------ |
| 1984 | «Оскар»                                             | Лучшая актриса второго плана                           | «Кросс-Крик»                                | Номинация    |
| 1984 | «Эмми»                                              | Лучшая актриса второго плана в драматическом сериале   | «Блюз Хилл стрит»                           | Победа       |
| 1985 | «Эмми»                                              | Лучшая актриса второго плана в мини-сериале или фильме | Words By Heart Wonderworks                  | Номинация    |
| 1986 | «Эмми»                                              | Лучшая актриса в драматическом сериале                 | «Сент-Элсвер»                               | Номинация    |
| 1987 | «Эмми»                                              | Лучшая актриса в мини-сериале или фильме               | «Неестественные причины»                    | Номинация    |
| 1987 | «Эмми»                                              | Лучшая приглашённая актриса в драматическом сериале    | «Закон Лос-Анджелеса»                       | Победа       |
| 1988 | «Эмми»                                              | Лучшая приглашённая актриса в драматическом сериале    | «Сент-Элсвер»                               | Номинация    |
| 1989 | Joe A. Callaway Award                               | Лучшая актриса                                         | «Зимняя сказка»                             | Победа       |
| 1989 | CableACE Award                                      | Лучшая актриса в мини-сериале или фильме               | «Мандела»                                   | Победа       |
| 1989 | NAACP Image Award                                   | Лучшая актриса на телевидении                          | «Неестественные причины»                    | Победа       |
| 1990 | NAACP Image Award                                   | Лучшая актриса на телевидении                          | «Мандела»                                   | Победа       |
| 1990 | «Эмми»                                              | Лучшая актриса в мини-сериале или фильме               | «Материнская отвага: История Мэри Томас»    | Номинация    |
| 1992 | NAACP Image Award                                   | Лучшая актриса на телевидении                          | «Материнская отвага: История Мэри Томас»    | Победа       |
| 1993 | «Золотой глобус»                                    | Лучшая актриса второго плана — Кинофильм               | «Рыба страсти»                              | Номинация    |
| 1993 | «Независимый дух»                                   | Лучшая актриса второго плана                           | «Рыба страсти»                              | Победа       |
| 1993 | Los Angeles Film Critics Association                | Лучшая актриса второго плана                           | «Рыба страсти»                              | Второе место |
| 1993 | New York Film Critics Circle                        | Лучшая актриса второго плана                           | «Рыба страсти»                              | Третье место |
| 1994 | «Сатурн»                                            | Лучшая актриса второго плана                           | «Сердце и души»                             | Номинация    |
| 1995 | Women in Film Crystal Award                         | Специальная премия                                     |                                             | Победа       |
| 1995 | «Эмми»                                              | Лучшая актриса в мини-сериале или фильме               | «Уроки фортепиано»                          | Номинация    |
| 1996 | NAACP Image Award                                   | Лучшая актриса в мини-сериале или фильме               | «Уроки фортепиано»                          | Победа       |
| 1996 | Премия Гильдии киноактёров США                      | Лучшая женская роль в телефильме или мини-сериале      | «Уроки фортепиано»                          | Победа       |
| 1996 | Премия Гильдии киноактёров США                      | Лучший актёрский состав в игровом кино                 | «Лоскутное одеяло»                          | Номинация    |
| 1996 | NAACP Image Award                                   | Лучшая актриса второго плана                           | «Лоскутное одеяло»                          | Номинация    |
| 1996 | «Эмми»                                              | Лучшая актриса второго плана в мини-сериале или фильме | «Путешествия Гулливера»                     | Номинация    |
| 1997 | «Эмми»                                              | Лучшая актриса в мини-сериале или фильме               | «Дети мисс Эверс»                           | Победа       |
| 1997 | CableACE Award                                      | Лучшая актриса второго плана в мини-сериале или фильме | «На свадьбе»                                | Номинация    |
| 1997 | CableACE Award                                      | Лучшая актриса в мини-сериале или фильме               | «Дети мисс Эверс»                           | Победа       |
| 1997 | NAACP Image Award                                   | Лучшая актриса второго плана в кинофильме              | «Звёздный путь: Первый контакт»             | Номинация    |
| 1997 | «Спутник»                                           | Лучшая актриса второго плана                           | «Путешествия Гулливера»                     | Номинация    |
| 1998 | Премия Гильдии киноактёров США                      | Лучшая женская роль в телефильме или мини-сериале      | «Дети мисс Эверс»                           | Победа       |
| 1998 | NAACP Image Award                                   | Лучшая актриса в мини-сериале или фильме               | «Дети мисс Эверс»                           | Победа       |
| 1998 | «Спутник»                                           | Лучшая актриса в мини-сериале или фильме               | «Дети мисс Эверс»                           | Победа       |
| 1998 | «Золотой глобус»                                    | Лучшая актриса — мини-сериал или телефильм             | «Дети мисс Эверс»                           | Победа       |
| 1998 | «Эмми»                                              | Лучшая приглашённая актриса в драматическом сериале    | «Убойный отдел»                             | Номинация    |
| 1999 | «Независимый дух»                                   | Лучшая актриса                                         | «Возвращение к истокам»                     | Номинация    |
| 1999 | NAACP Image Award                                   | Лучшая актриса в кинофильме                            | «Возвращение к истокам»                     | Номинация    |
| 1999 | Acapulco Black Film Festival                        | Лучшая актриса                                         | «Возвращение к истокам»                     | Номинация    |
| 2000 | Black Reel Award                                    | Лучшая актриса                                         | «Смешные валентинки»                        | Номинация    |
| 2001 | NAACP Image Award                                   | Лучшая актриса в мини-сериале или фильме               | Дерево желания                              | Номинация    |
| 2001 | NAACP Image Award                                   | Лучшая актриса второго плана в кинофильме              | «Любовь и баскетбол»                        | Победа       |
| 2001 | NAACP Image Award                                   | Лучшая актриса в мини-сериале или фильме               | «Праздник сердца»                           | Номинация    |
| 2001 | «Золотой глобус»                                    | Лучшая актриса — мини-сериал или телефильм             | «Праздник сердца»                           | Номинация    |
| 2001 | Дневная премия «Эмми»                               | Лучшая актриса в мини-сериале или фильме               | «Дерево желания»                            | Номинация    |
| 2002 | NAACP Image Award                                   | Лучшая актриса в кинофильме                            | «Планета Ка-Пэкс»                           | Номинация    |
| 2003 | «Эмми»                                              | Лучшая приглашённая актриса в драматическом сериале    | «Практика»                                  | Победа       |
| 2004 | NAACP Image Award                                   | Лучшая актриса второго плана в кинофильме              | «Радио»                                     | Победа       |
| 2005 | Character and Morality Award                        | Лучшая актриса                                         | «Радио»                                     | Победа       |
| 2006 | Black Movie Award                                   | Лучшая актриса второго плана                           | «Что-то новенькое»                          | Номинация    |
| 2006 | BET Award                                           | Лучшая актриса                                         | «Что-то новенькое»                          | Номинация    |
| 2006 | «Эмми»                                              | Лучшая актриса второго плана в мини-сериале или фильме | «Далёкая вода»                              | Номинация    |
| 2006 | «Эмми»                                              | Лучшая актриса второго плана в комедийном сериале      | «Отчаянные домохозяйки»                     | Номинация    |
| 2006 | Премия Гильдии киноактёров США                      | Лучший актёрский состав в комедийном сериале           | «Отчаянные домохозяйки»                     | Победа       |
| 2007 | Премия Гильдии киноактёров США                      | Лучший актёрский состав в комедийном сериале           | «Отчаянные домохозяйки»                     | Номинация    |
| 2007 | Black Movie Award                                   | Лучшая актриса второго плана                           | «Далекая вода»                              | Победа       |
| 2008 | Black Reel Award                                    | Лучшая актриса                                         | «Семья охотников»                           | Номинация    |
| 2008 | «Эмми»                                              | Лучшая актриса второго плана в мини-сериале или фильме | «Картинки Холлис Вудс»                      | Номинация    |
| 2009 | NAACP Image Award                                   | Лучшая актриса в кинофильме                            | «Семья охотников»                           | Номинация    |
| 2009 | NAACP Image Award                                   | Лучшая актриса второго плана в драматическом сериале   | «Мой личный враг»                           | Номинация    |
| 2010 | «Грэмми»                                            | Лучший разговорный альбом для детей                    | Nelson Mandela’s Favorite African Folktales | Номинация    |
| 2010 | Black Reel Award                                    | Лучший актёрский ансамбль                              | «Американская Фиалка»                       | Номинация    |
| 2010 | Black Reel Award                                    | Лучшая актриса второго плана                           | «Американская Фиалка»                       | Номинация    |
| 2010 | NAACP Image Award                                   | Лучшая актриса второго плана в кинофильме              | «Американская Фиалка»                       | Номинация    |
| 2010 | NAACP Image Award                                   | Лучшая актриса второго плана в драматическом сериале   | «Мемфис Бит»                                | Номинация    |
| 2011 | NAMIC Vision Award                                  | Лучшая актриса в драматическом сериале                 | «Мемфис Бит»                                | Номинация    |
| 2011 | «Грейси»                                            | Лучшая актриса второго плана в драматическом сериале   | «Мемфис Бит»                                | Победа       |
| 2011 | «Эмми»                                              | Лучшая приглашённая актриса в драматическом сериале    | «Настоящая кровь»                           | Номинация    |
| 2012 | NAACP Image Award                                   | Лучшая актриса второго плана в драматическом сериале   | «Мемфис Бит»                                | Номинация    |
| 2013 | NAACP Image Award                                   | Лучшая актриса в мини-сериале или фильме               | «Стальные магнолии»                         | Победа       |
| 2013 | Премия Гильдии киноактёров США                      | Лучшая женская роль в телефильме или мини-сериале      | «Стальные магнолии»                         | Номинация    |
| 2013 | Black Reel Awards                                   | Лучшая актриса второго плана                           | «Стальные магнолии»                         | Победа       |
| 2013 | «Выбор телевизионных критиков»                      | Лучшая актриса второго плана в мини-сериале или фильме | «Стальные магнолии»                         | Номинация    |
| 2013 | «Грейси»                                            | Лучший актёрский состав в драме                        | «Стальные магнолии»                         | Победа       |
| 2013 | «Эмми»                                              | Лучшая актриса второго плана в мини-сериале или фильме | «Стальные магнолии»                         | Номинация    |
| 2013 | Washington D.C. Area Film Critics Association Award | Лучший актёрский состав                                | «12 лет рабства»                            | Победа       |
| 2013 | Southeastern Film Critics Association               | Лучший актёрский состав                                | «12 лет рабства»                            | Победа       |
| 2013 | San Diego Film Critics Society                      | [Лучший актёрский состав                               | «12 лет рабства»                            | Номинация    |
| 2013 | Phoenix Film Critics Society                        | Лучший актёрский состав                                | «12 лет рабства»                            | Номинация    |
| 2013 | Black Film Critics Circle                           | Лучший актёрский состав                                | «12 лет рабства»                            | Победа       |
| 2013 | Detroit Film Critics Society                        | Лучший актёрский состав                                | «12 лет рабства»                            | Номинация    |
| 2013 | Alliance of Women Film Journalists                  | Лучший актёрский состав                                | «12 лет рабства»                            | Номинация    |
| 2013 | Boston Online Film Critics Association              | Лучший актёрский состав                                | «12 лет рабства»                            | Победа       |
| 2014 | Central Ohio Film Critics                           | Лучший актёрский состав                                | «12 лет рабства»                            | Номинация    |
| 2014 | Georgia Film Critics Association                    | Лучший актёрский состав                                | «12 лет рабства»                            | Номинация    |
| 2014 | Black Reel Awards                                   | Лучший актёрский состав                                | «12 лет рабства»                            | Номинация    |
| 2014 | Премия Гильдии киноактёров                          | Лучший актёрский состав                                | «12 лет рабства»                            | Номинация    |
| 2014 | NAACP Image Award                                   | Лучшая женская роль второго плана в кинофильме         | «12 лет рабства»                            | Номинация    |